# Alinda

Mapa de la antigua Caria donde figura la ubicación de Alinda, entre Heraclea del Latmos y Alabanda.

Alinda (Ἄλινδα) fue una ciudad de Caria, en Anatolia, entre las modernas Arab Hissa y Karpuslee. Era una fortaleza destacada, según Arriano. Está situada cerca de la moderna ciudad de Karpuzlu, en la Provincia de Aydin, en la parte asiática de  Turquía.
Se ha sugerido que la ciudad de Iyalanda (también bajo la forma Yalanti) nombrada en las fuentes hititas del segundo milenio a. C. podría identificarse con Alinda.
La ciudad fue miembro de la Liga de Delos durante algún tiempo. Estaba situada en la cima de una colina que dominaba las llanuras agrícolas circundantes. Ada, expulsada de Halicarnaso por su hermano Pixodaro, se refugió en la fortaleza de Alinda hacia el 340 a. C., y aún estaba allí cuando llegó Alejandro Magno en 334 a. C. Ada se le sometió y fue nombrada reina de Caria.
Poco tiempo después, la ciudad fue rebautizada como Alejandría de Latmos, según Esteban de Bizancio, aunque antes del 81 a. C. recuperó su nombre anterior, ya bajo los romanos. Esteban de Bizancio dice que la ciudad tenía un templo de Apolo, que contenía una estatua de Afrodita, obra de Praxíteles. 
En el siglo II, Ptolomeo la cita como Alinda.
Alinda permaneció como una importante ciudad comercial acuñando sus propias monedas desde el siglo III a. C. al siglo III. La ciudad aparece en las listas bizantinas de obispados y tenía una diócesis de la Iglesia católica. La sede está vacante desde la muerte del último obispo en 1976.
Alinda ha sido ampliamente excavada. Tenía una necrópolis de tumbas carias. Poseía el mayor sistema de provisión de agua de toda Caria, que incluía un acueducto romano. Se ha conservado también un anfiteatro, casi intacto, y restos de numerosos templos y sarcófagos.  